# Бранка Валентич
Бранка Габрієла Валентич (хорв. Branka Gabriela Valentić; нар. 1968, Брухзаль, Німеччина) — ліворадикальна хорватська журналістка та колишня політична речниця ХПП, яка з 2012 року обіймає посаду директора національної служби новин Хорватії HINA. Також відома як Бранка Юрас (хорв. Branka Juras).
Народилася 1968 р. в німецькому Брухзалі, зростала у Спліті. Своє прізвище взяла від другого чоловіка, відомого актора Душка Валентича, з яким одружилася 21 вересня 2001 р.
2004 р. випустила своєрідний особистий звіт про материнство під назвою «Щоденник однієї мами» (Dnevnik jedne mame).
Була давньою дописувачкою державної газети «Vjesnik», доки та не припинила свою діяльність у 2012 р. Також обіймала посаду речниці Хорватської партії пенсіонерів, поки уряд Зорана Мілановича, до складу якого входила ця партія, не призначив її директоркою HINA наприкінці 2012 р.